# Pelajaran
Pelajaran is een bestuurslaag in het regentschap Lahat van de provincie Zuid-Sumatra, Indonesië. Pelajaran telt 564 inwoners (volkstelling 2010).